# Tiffany McDaniel
Pour les articles homonymes, voir McDaniel.
Œuvres principales
- L'Été où tout a fondu (2016)
- Betty (2020)
- Du côté sauvage (2023)

Tiffany McDaniel, née en 1985 dans l'Ohio aux États-Unis, est une romancière, poétesse et artiste visuelle américaine.

## Biographie
Tiffany McDaniel vit à Circleville dans l'Ohio, État où elle est née en 1985 et a grandi,. Auteure autodidacte sans formation artistique universitaire particulière, inspirée par les livres de Shirley Jackson et Flannery O'Connor, elle écrit de nombreux textes non publiés avant que son premier roman, L'Été où tout a fondu, soit finalement accepté par un éditeur.
En 2002, elle a dix-sept ans et la découverte de secrets de famille déclenche son envie d’écrire. En 2003, elle achève une première version de Betty, qu’elle envoie à des agents littéraires. Mais c’est seulement en 2017 que le prestigieux éditeur américain Knopf, maison littéraire du groupe Penguin, s’intéresse au roman. Les droits de publication à l’étranger sont cédés dans plusieurs pays, dont la France et l’Angleterre.
Particulièrement remarqué par la critique lors de sa parution en français,,,,,, Betty – qui s'attache à décrire la vie difficile d'une métisse amérindienne dans les années 1950/60 dans une ville fictionnelle du Sud de l'Ohio en Amérique – reçoit le prix du roman Fnac 2020.

## Œuvre
- 2016 : The Summer That Melted Everything, St. Martin's Press,  (ISBN 978-1250078063)[3]

L'Été où tout a fondu, trad. Christophe Mercier, éditions Joëlle Losfeld, 2019,  (ISBN 978-2-07-275857-7), 414 p. ; rééd. éditions Gallmeister, 2022, nouvelle traduction de François Happe
- 2020 : Betty, Alfred A. Knopf / Random House,  (ISBN 9780525657071)

Betty, trad. François Happe, éditions Gallmeister, 2020  (ISBN 978-2-35178-245-3), 720 p. — Prix du roman Fnac 2020
- 2023 : On the Savage Side, W&N; 2023,  (ISBN 978-1399606080)

Du côté sauvage, trad. François Happe, éditions Gallmeister, 2024  (ISBN 9782351783139), 720 pages.

## Prix et distinctions
Le roman Betty a reçu :
- Prix du roman Fnac 2020
- Prix America du meilleur roman 2020
- Roman étranger préféré des libraires – Palmarès Livres Hebdo 2020
- Nautilus Book Awards 2020
- Prix des Libraires du Québec

Le roman L'Été où tout a fondu a reçu :
- Guardian's Not the Booker award 2016[12]
- Roman étranger préféré des libraires - Palmarès Livres Hebdo 2022[13]